# Maria Calderón

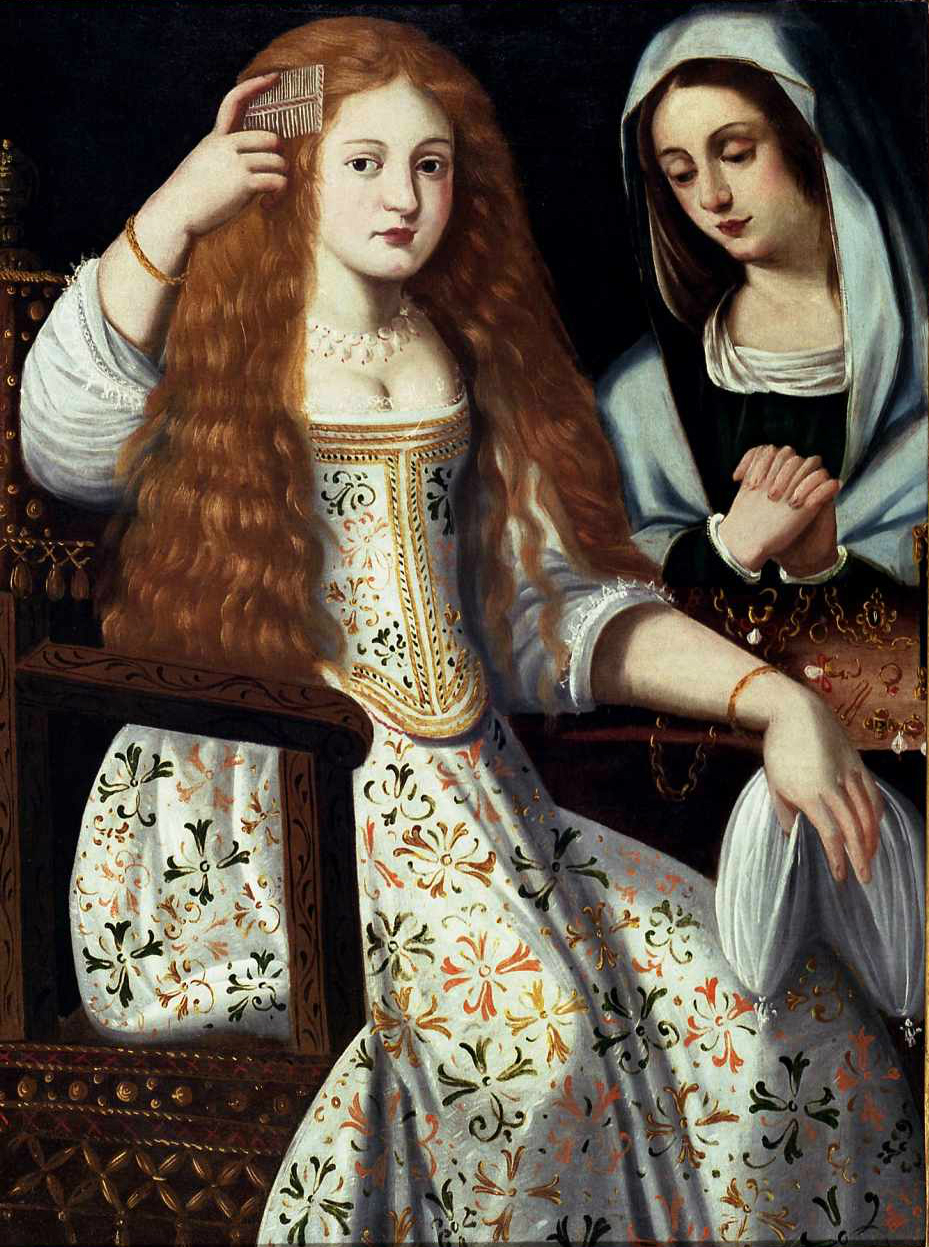
María Calderón

María Calderón, född 1611 i Madrid, död 1646 i Guadalajara, känd som La Calderona och Marizápalos var en spansk skådespelare, känd som mätress till kung Filip IV av Spanien och mor till Juan de Austria den yngre.
Maria Calderón uppmärksammades av monarken vid sin debut på teatern de Corral de la Cruz i Madrid 1627. Hon hade vid den tidpunkten ett förhållande med Ramiro Pérez de Guzmán, hertig av Medina de las Torres, änkling efter dottern till hertigen av Olivares, som var Spaniens verkliga regent. 
Hennes relation till monarken tvingade henne att pensionera sig mitt under en lovande karriär. Kontroverser utbröt med drottningen då kungen gav henne ett palats för att ge fester i. Den 7 april 1629 föddes hennes son med monarken; han togs ifrån henne trots hennes protester och kom till en fosterfamilj. Det gick ett rykte om att han i verkligheten var son till hertigen av Medina de las Torres, men han erkändes 1642 av kungen. Hennes relation med kungen upphörde samma år. 
I mars 1642 tvingades Maria Calderon mot sin vilja att gå in i klostret San Juan Bautista i Guadalajara. Hon var abbedissa 1643-1646.